# Wallfahrtskirche Maria Elend

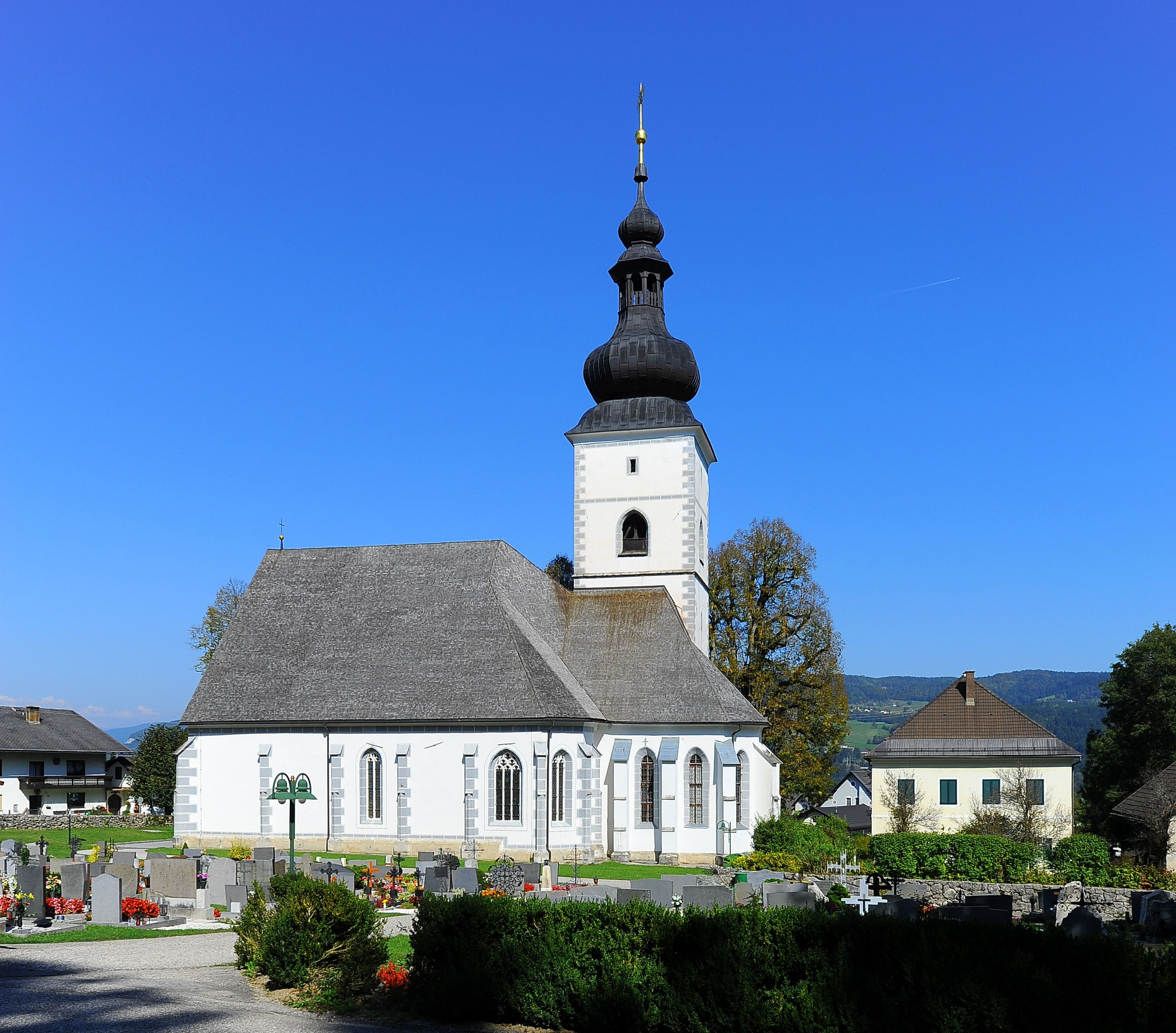
Pfarr- und Wallfahrtskirche in Maria Elend

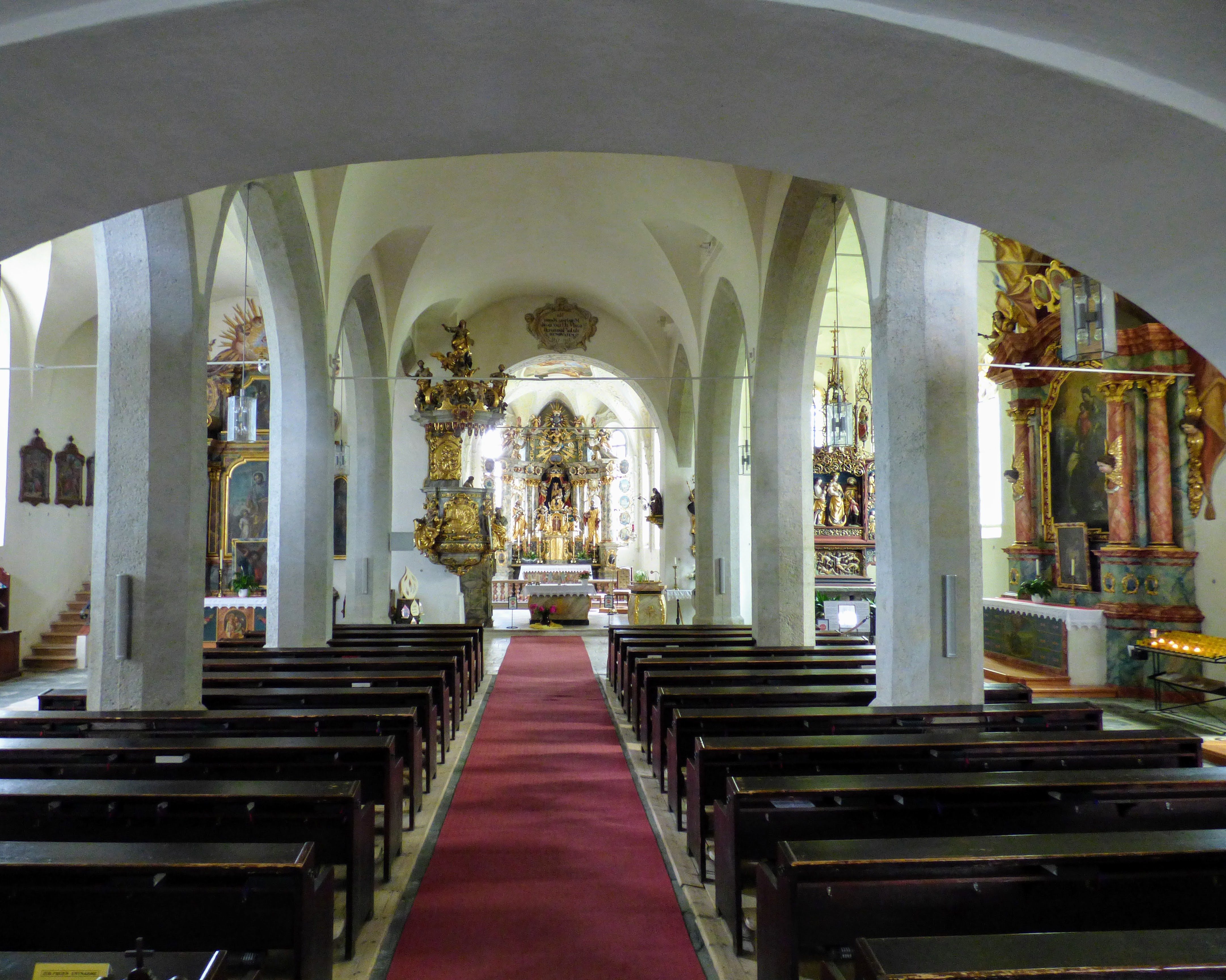
Langhaus

Die Wallfahrtskirche Maria Elend im Rosental (slowenisch: Marijina romarska cerkev v Podgorjah v Rožu) ist eine römisch-katholische Marienkirche im Ort Maria Elend in der Kärntner Gemeinde Sankt Jakob im Rosental. In einer Maria-Elend-Kirche wird der Flucht nach Ägypten vor dem Kindsmörder Herodes gedacht; diese Begebenheit zählt zum zweiten von sieben Schmerzen Marias. Das Patroziniumsfest wird daher am Gedenktag der Sieben Schmerzen Mariens begangen, dem 15. September.

## Geschichte
Sie wurde von den Ossiacher Benediktinern nach dem Jahr 1267, in dem sie Archidiakonatsrechte über das obere Rosental erhalten hatten, erbaut. Sie wurde während zweier Türkeneinfälle in den Jahren 1478 und 1483 zerstört. Den Wiederaufbau weihte der norditalienische Bischof Pietro Carlo (Caorle) im Jahr 1486 ein. Ihre heutige Form erhielt die Kirche in den Jahren 1682–1690 unter Abt Edmund Ibelbacher (Benediktinerabtei Ossiach); in dieser Zeit erfolgte auch eine Verlängerung der Schiffe und deren Einwölbung.

## Kirche
Bei dem Bau handelt es sich um eine dreischiffige gotische Hallenkirche mit erheblichen barocken Modifizierungen; die drei Schiffe haben jeweils gleiche Ausmaße und sind mit Tonne und Kappen eingewölbt. Die beiden Außenschiffe sind gotisch angelegt, die Fenster zeigen gotisches Maßwerk; das Mittelschiff stammt aus verschiedenen Bauperioden. Der älteste Teil der Kirche ist das Erdgeschoß des quadratisch angelegten massiven romanischen Turms, der in seiner heutigen Form 49 m hoch ist.

## Kirchenraumgestaltung

Spätgotischer Flügelaltar

Die Kirche ist mit einem barocken Hochaltar ausgestattet, bei dem es sich in seinem Hauptteil um eine Votivgabe der Stadt Wien handelt; sie stiftete ihn als Dank für ihre Befreiung von der Zweiten Wiener Türkenbelagerung (1683). An einigen Stellen des Altars sind Hinweise auf das Stiftungsmotiv – Türkenköpfe und Halbmond – eingearbeitet. Der Hochaltar, dessen Zentralbild „Mutter Gottes mit Jesuskind“ aus marmoriertem Holz mit Gold- und Farbmalerei besteht, wurde in seiner jetzigen Form um das Jahr 1731 durch den Klagenfurter Maler Johann Marcell Singer fertiggestellt.
 In einem Joch vor dem Chor befindet sich eine Inschrift („HIC THRONVS GRATIARVM QVO AB ANGELIS VIRGO DEPORTARI VOLVIT MDCLLVVVVVVIIIIII“ – „Hier (steht) der Thron der Gnaden, von dem aus die Jungfrau von den Engeln hinweggetragen werden wollte 1736.“)
Die relativ kleine Kirche ist mit einer erstaunlichen Anzahl von künstlerisch wertvollen Altären ausgestattet. Eine besondere Kostbarkeit stellt der spätgotische Flügelaltar dar, der sich im Südschiff befindet. Er stammt aus der Zeit um 1515 und wurde vermutlich von Künstlern der Villacher Schule unter der Ägide von Lukas Tausmann geschaffen. Besonders erwähnenswert ist sein filigranes ornamentales Schnitzwerk, das ihn zu einem der schönsten Altäre seiner Zeit macht. Während der Fastenzeit wurden die Flügel des Altars geschlossen; dann sind Motive aus der Leidensgeschichte Jesu Christi in spätgotischer Malerei zu sehen, ebenso Abbildungen der Vierzehn Nothelfer, deren Verehrung in Zeiten der Pest, der Türkenkriege und sozialer Not weit verbreitet war. 
Neben dieser Kostbarkeit bereichern noch weitere vier Seitenaltäre und eine Barock-Kanzel den Innenraum.

- Skapulier-Altar. Der Altar wurde 1732 von dem Rosegger Burggrafen Georg Nikolaus Orsini-Rosenberg gestiftet. Motiv (Malerei): Übergabe des Skapuliers durch die Jungfrau Maria an den General des Karmeliterordens Simon Stock (1165–1265).
- Antonius-Altar. Bei ihm handelt es sich neben dem spätbarocken Flügelaltar um den ältesten in der Kirche; ursprünglich war er als Marienaltar entworfen worden, wie eine Inschrift nachweist. Er wurde um 1650 von dem Ossiacher Benediktinerabt Hirschberger gestiftet. Motiv (Malerei): Antonius von Padua betet vor der Erscheinung des Jesuskindes.
- Johannes Nepomuk-Altar. Auch hier handelt es sich vermutlich um eine Stiftung aus der Ossiacher Benediktinerabtei, die im Jahr 1733 getätigt wurde. Zentrales Motiv (Malerei): Anbetung des gekreuzigten Christus durch den Heiligen.
- Altar des Heiligen Joseph. Er befindet sich an der Ostwand des Nordschiffes und datiert in das 17. Jahrhundert; seine Provenienz ist nicht bekannt. Motiv (Malerei): Josef führt das Jesuskind an der Hand.
- Barock-Kanzel. Die Kanzel ist eine Spende des Grafen Georg Orsini-Rosenberg. Sie trägt die Jahreszahl 1745 und das Wappen der Stifter-Familie. Die Kanzel zeichnet sich durch eine Fülle außerordentlich filigraner Schnitzarbeiten mit üppigen Goldverzierungen aus. Zentrales Motiv: Christus als Guter Hirte, flankiert von den Aposteln Simon Petrus und Paulus.
- Vier monochrome Freskenmedaillons von Josef Ferdinand Fromiller im Presbyterium.

## Fotogalerie

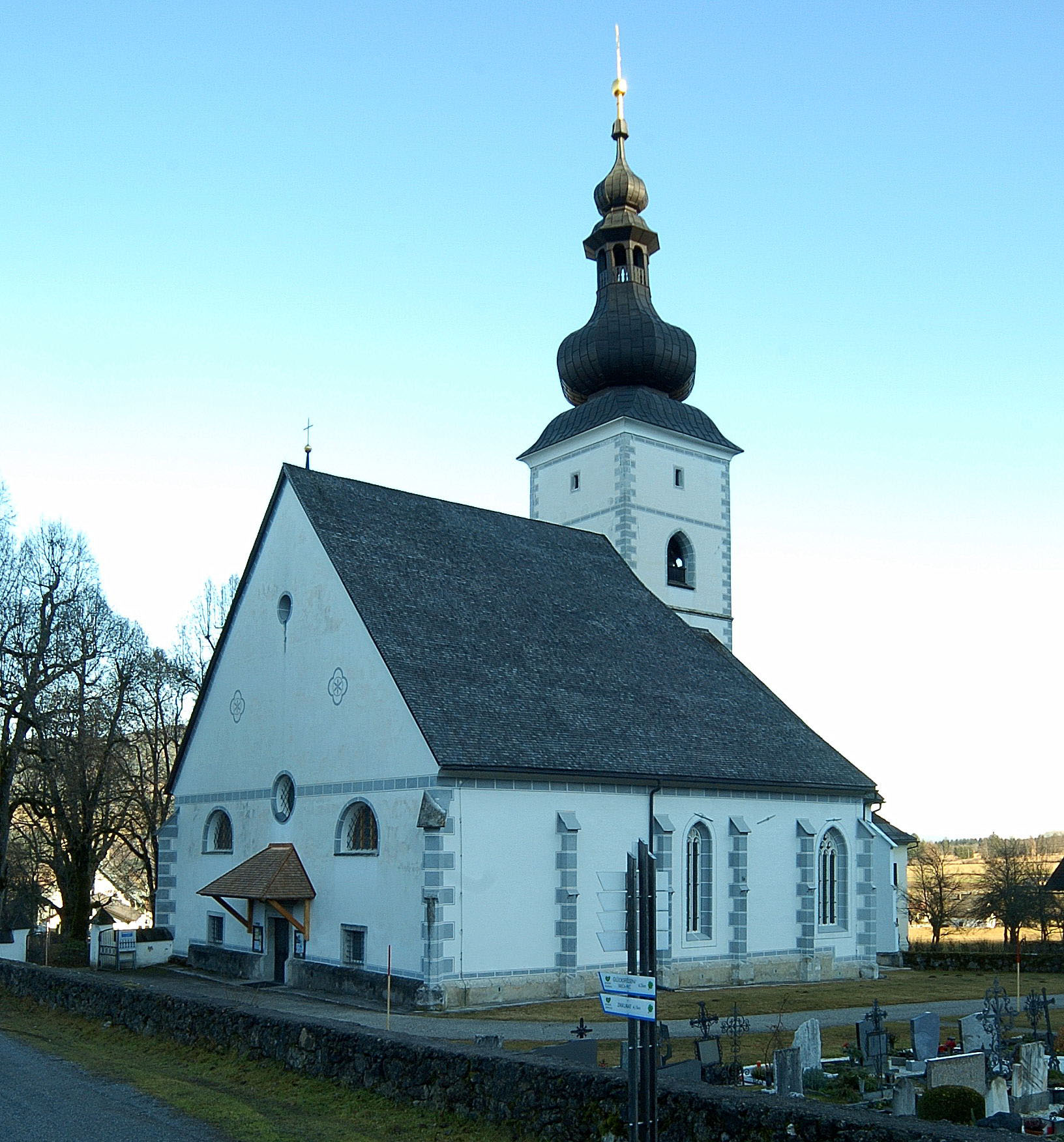
Pfarr- und Wallfahrtskirche in Maria Elend
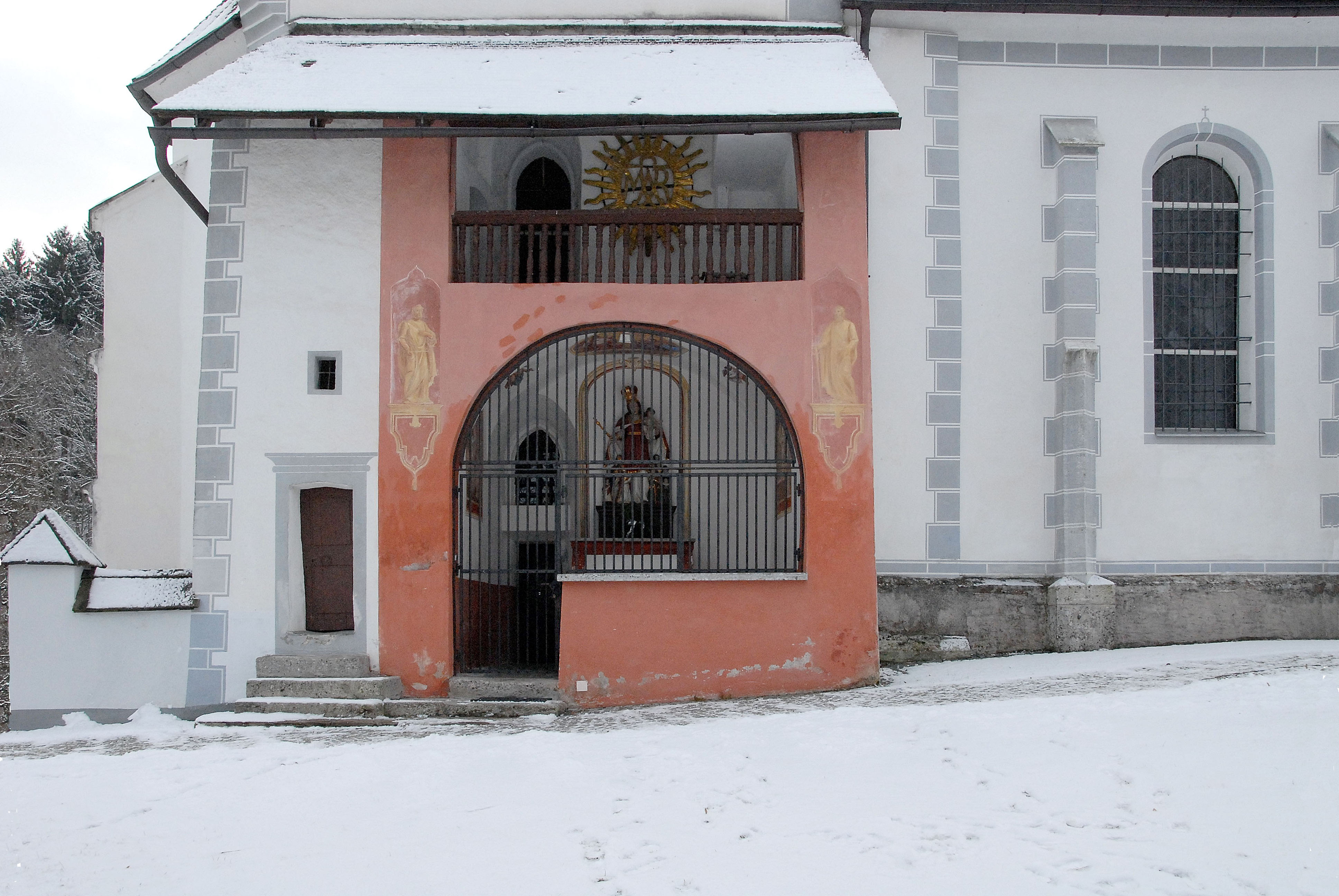
Kapelle an der Nordwand der Maria Elender Pfarrkirche
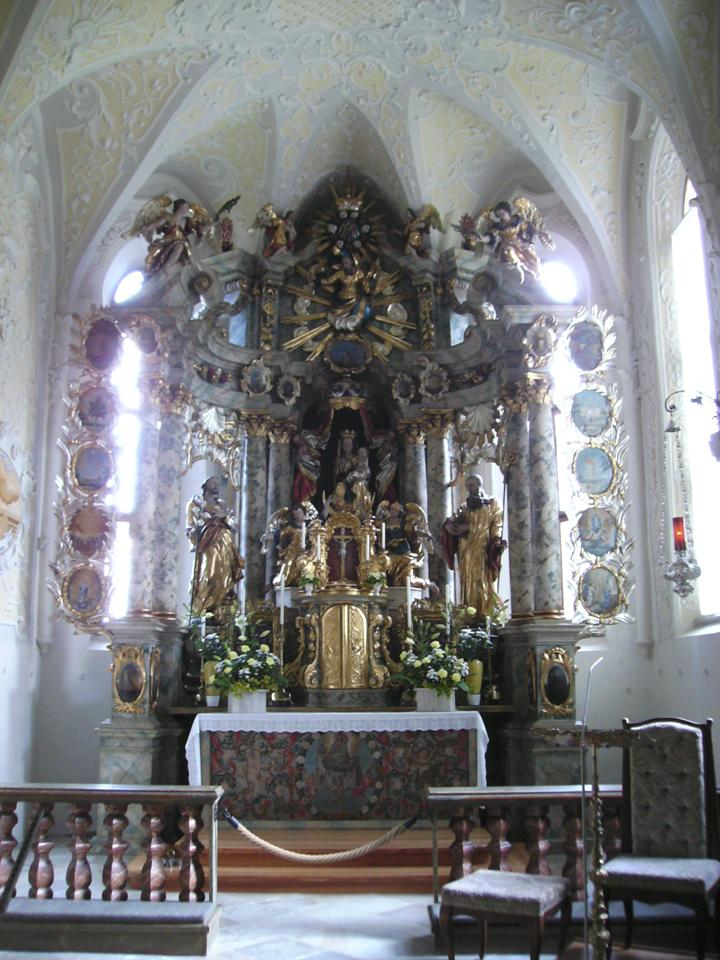
Spätbarocker Hochaltar
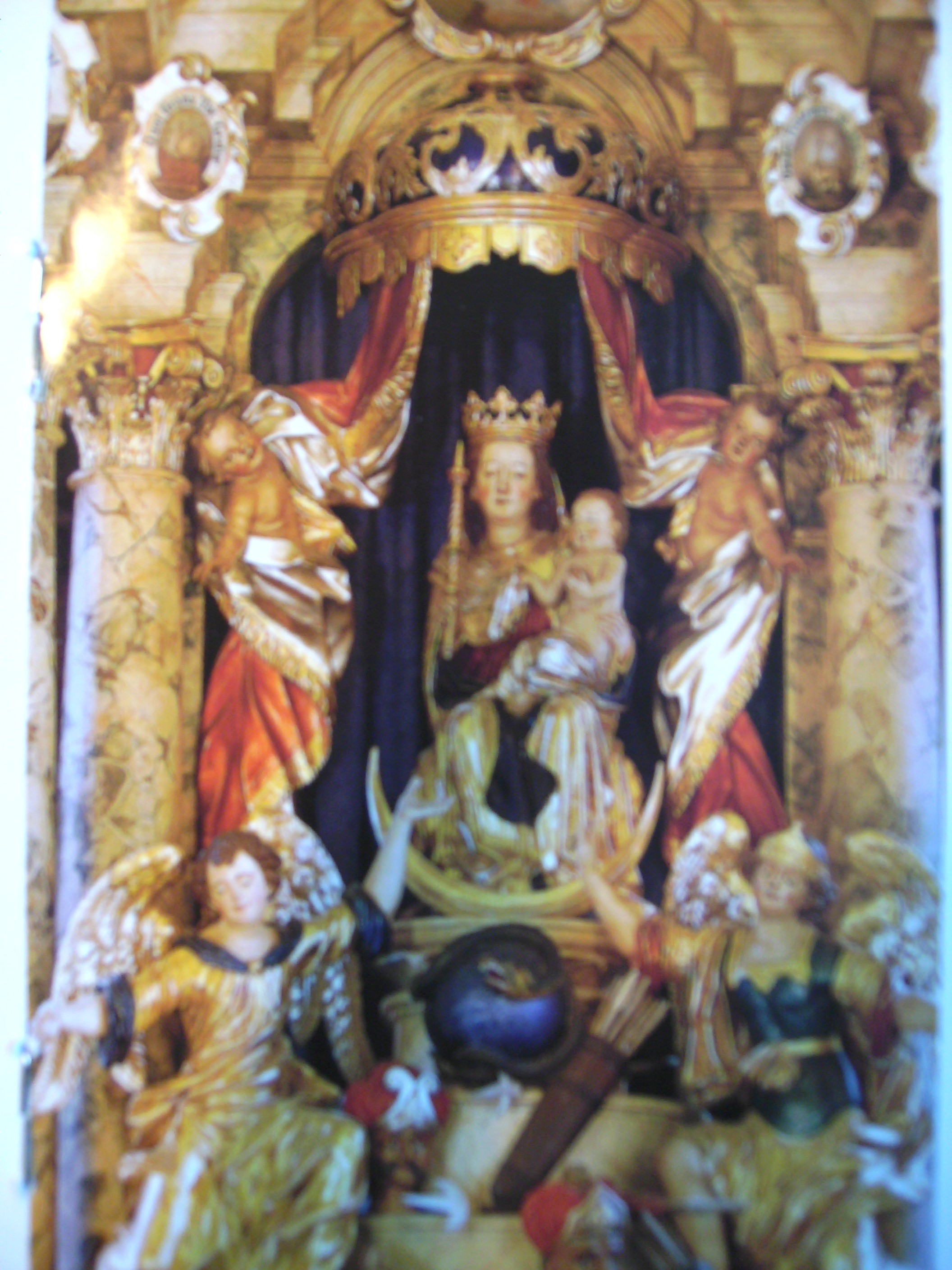
Wallfahrtskirche Maria Elend: Zentralbild im Hochaltar
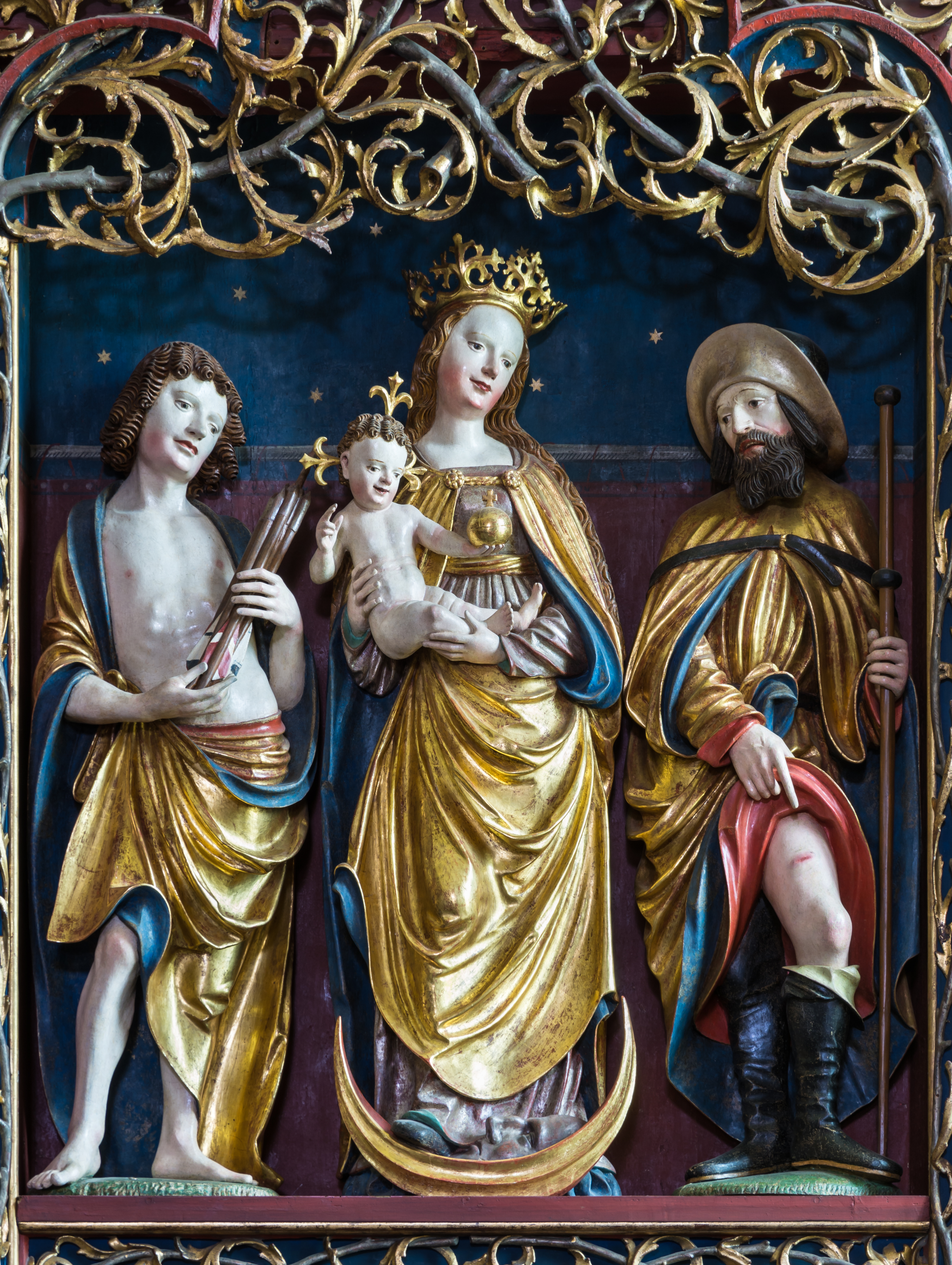
Schrein des Flügelaltars
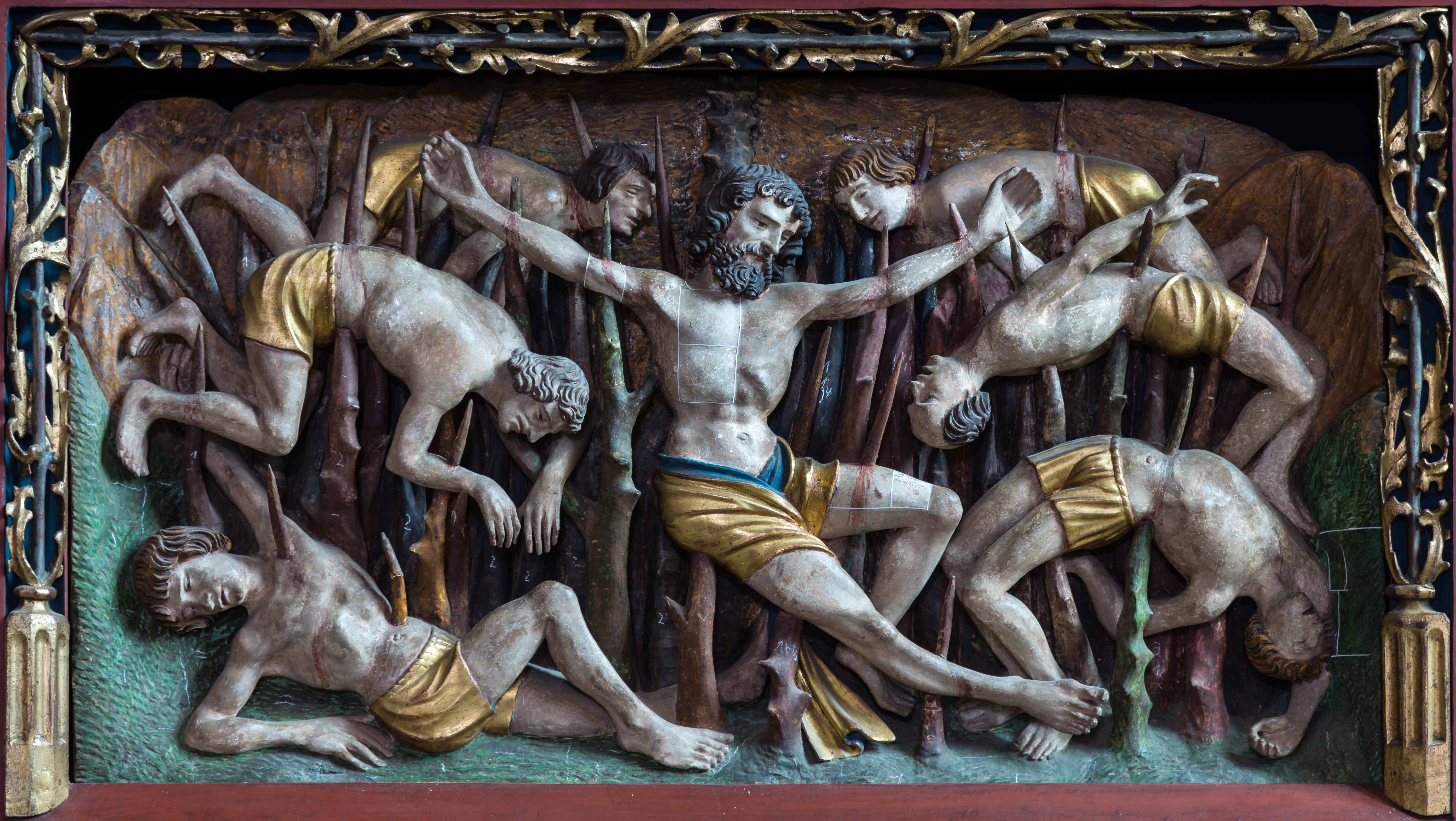
Predella des Flügelaltars